# NGC 2319
NGC 2319 هو نجم يقع على بعد 1100 فرسخ فلكي من الأرض، في كوكبة وحيد القرن، اكتشفه ويليام هيرشل في 18 ديسمبر 1783.